# ماريا دي فلوري
ماريا دي فلوري (بالإنجليزية: Maria De Fleury)‏ (1773 - 1791)؛ كاتِبة وشاعرة بريطانية.